# Ovidiu Tender
Ovidiu Tender (n. 11 iulie 1956, Timișoara) este un om de afaceri din România,cu o avere estimată la 850 milioane de euro, condamnat la 12 ani și 7 luni închisoare cu executare pentru înșelăciune, instigare la abuz în serviciu contra propriei persoanei, în formă calificată și continuată, constituirea și apartenența la un grup de crimă organizată, spălare de bani și spălare de bani în formă continuată.  În iulie 2024, Curtea de Apel București a anulat condamnarea din 2015 a omului de afaceri Ovidiu Tender, motivând că infracțiunea de instigare la abuz în serviciu, pentru care fusese condamnat, a fost dezincriminată ulterior prin Decizia nr. 405/2016 a Curții Constituționale a României. Instanța a dispus ridicarea sechestrului asupra bunurilor sale și încetarea executării silite pentru recuperarea prejudiciului estimat la aproximativ 30 de milioane de euro. De asemenea, au fost anulate toate interdicțiile și incapacitățile rezultate din condamnarea anterioară. Ovidiu Tender a executat aproximativ patru ani și șase luni de închisoare înainte de a fi eliberat condiționat în noiembrie 2019. În prezent, nu mai are nicio acuzație legată de faptele pentru care a fost condamnat inițial.
 Controlează Grupul Energetic Tender, care desfășoară activități în domenii precum: energetic, servicii în industria petrolului și gazelor, prospecțiuni geologice, infrastructură rutieră, imobiliare, agricultură, turism și aviație. Deține o linie aeriană în Coasta de Fildeș, prin intermediul companiei Jetran Air. Firmele lui Tender mai lucrează și în Orientul Mijlociu. Compania Prospecțiuni are afaceri în Iran. În Serbia, Tender a achiziționat o firmă de producție de medicamente, o companie de telecomunicații și o stațiune balneoclimaterică.
Deține și hotelul International din Timișoara, prin intermediul companiei Intercenter Service.

## Strategia de business
Principalul obiectiv de business al afaceristului originar din Timișoara îl constituie rentabilizarea unor companii aflate într-o situație financiară precară. Astfel, de-a lungul timpului, Ovidiu Tender a cumpărat mai multe companii aflate în pragul falimentului, pe care ulterior le-a vândut către diverse alte firme. În acest sens, omul de afaceri a vândut în anul 2007 fondului de investiții PPF compania de asigurări Ardaf pentru suma de 35 de milioane de euro. În anul 2008, Tender a vândut către compania americană de servicii petroliere Weatherford firma prahoveană Atlas Gip pentru suma de 16,8 milioane de euro. În anul 2009, omul de afaceri a vândut hotelul Covasna din Neptun pentru suma de 1,2 milioane de euro către oamenii de afaceri Nicolae și Ion Dușu din Constanța.

## Operațiuni internaționale
Firmele lui Tender mai lucrează și în Orientul Mijlociu, dar și în India, Africa de Nord, Europa. Compania Prospecțiuni are afaceri în Iran, Maroc, Portugalia, India, Grecia. În Serbia, Tender a achiziționat o firmă de producție de medicamente, o companie de telecomunicații, o stațiune balneoclimaterică și o fabrică de fermentare a tutunului.
Deține un hotel în Grecia, pe insula Aegina, și Hotelul Johann Strauss din București.

## Africa
Începând cu anul 2009, atenția lui Ovidiu Tender s-a îndreptat spre continentul african. În Senegal și Gabon omul de afaceri a anunțat că intenționează să cultive, pe suprafețe întinse de teren, jatropha, un arbust care poate fi folosit la producerea de combustibil.
„Am demarat un program de investiții în agricultură pe termen lung în Senegal și Gambia. În acest sens, am concesionat 30.000 de hectare de teren în Gambia și 100.000 de hectare în Senegal. Voi cultiva jatropha. Această plantă, denumită și arborele de petrol, prin prelucrare dă un ulei din care se produce biodiesel. Vreau exploatații de acest fel și în alte țări precum Guineea Bissau ori Guineea Conakry. Pe un termen de 10 ani, am intenția să exploatez un milion de hectare de teren agricol cu această plantă tehnică. Estimez o investiție de 400-500 de milioane de dolari numai pentru jatropha”, a declarat, pentru cotidianul.ro, Ovidiu Tender.
De asemenea, Ovidiu Tender a obținut concesionarea a patru terenuri miniere, Binia, Bafoundou, Laminia, și M’Bour Sud. Contractul se va derula pe o perioadă de opt ani pentru exploatare, existând și posibilitatea de prelungire pentru încă 25 de ani de exploatare. La mijloc sunt și zăcăminte de aur, cupru, nichel, platină, titan, zirconiu, fier și alte minereuri. Deși s-a ferit să facă estimări cu privire la valoarea investițiilor în Africa, Tender spune că ele s-ar putea ridica la zeci de milioane de euro, mai ales că ar putea fi vorba și de alte domenii de activitate. "În acest moment, în prima fază, este greu de estimat ce ar însemna, în bani, investițiile respective. Spre exemplu, acum studiem piața farmaceutică din Senegal, unde există două fabrici de medicamente", declara omul de afaceri pentru revista Money Express.

## Poli Timișoara
În anul 2008, Ovidiu Tender a fost foarte aproape de a cumpăra echipa de fotbal Poli Timișoara, însă tranzacția nu s-a mai efectuat. "Ca bănățean nu pot rămâne indiferent la soarta echipei de fotbal. Voi purta discuții cu factorii locali și, dacă nevoia o impune, mă bag să preiau echipa de fotbal Poli Timișoara. Nu am discutat cu Marian Iancu prețul de vânzare al echipei de fotbal, dar voi da atât cât este necesar. Eu doresc ca Poli Timișoara să rămână o echipă de top în campionat și nu una de pluton. De aceea, aș dori să stabilesc împreună cu factorii locali o strategie de dezvoltare a echipei de fotbal pe termen lung", declara, la vremea respectivă, Ovidiu Tender.

## Activitate caritabilă
Ovidiu Tender desfășoară o intensă activitate caritabilă și filantropică prin intermediul Fundației Tender. Această organizație a sprijinit mai mulți artiști români importanți, a donat sume de bani semnificative pentru Centrul de Nevăzători din București, a contribuit la refacerea Teatrului de Operetă "Ion Dacian" din Capitală, devastat de un incendiu, ș.a.m.d.

## Controverse
În anul 2003, Tender a fost cercetat de procurori olandezi, în urma suspiciunilor că ar fi primit aproximativ 200 de milioane de dolari din partea lui Willem Matser, consilier special pentru Europa Centrală și de Est al secretarului general al NATO. Olandezul Willem Matser a fost arestat, în februarie 2003, sub acuzația de a fi implicat într-o amplă operațiune de spălare de bani. Banii, provenind din banca Santander din Bogota, Columbia, ar fi urmat să intre în conturile firmei Tender SA din Timișoara. La audieri, Matser ar fi recunoscut că sarcina lui în operațiune era să falsifice documente pentru a ascunde sursa reală a banilor, o țară cunoscută ca fiind implicată în producerea și traficul de droguri. Trebuia să pară că banii provin din afaceri legale cu petrol și mine din America de Sud ale firmei Tender. Matser a fost audiat, la 7 februarie 2003, și a recunoscut în mare măsură faptele. Acesta a susținut că nu a știut că este vorba despre spălare de bani, ci de participarea la un proiect de investiții.
În februarie 2005, Ovidiu Tender a fost trimis în judecată pentru mai multe infracțiuni economice (dosarul RAFO), alături de Marian Alexandru Iancu, patronul echipei de fotbal Poli Timișoara, Cecilia Dumitrescu, Marin Badea, Toader Găurean și Bogdan Sălăjan. Anchetatorii au stabilit că gruparea de criminalitate constituită de aceștia urmărea obținerea de fonduri financiare frauduloase a căror sursă urma a fi disimulată prin încheierea unor contracte comerciale nelegale. Infracțiunile au vizat, pe de o parte, încheierea nelegală a unor contracte de cesiune de creanță și de garanție reală mobiliară în raport cu SC Carom SA Onești, iar pe de altă parte, relațiile comerciale nelegale derulate de VGB Impex București, în raport cu SC Rafo SA Onești. Potrivit DIICOT, Tender ar fi contribuit, alături de Marian Alexandru Iancu, la realizarea unor circuite financiare frauduloase, fiind spălată suma de 1193 de miliarde de lei vechi. Acuzațiile în acest dosar au fost: înșelăciune, instigare la abuz în serviciu contra intereselor persoanei, în formă calificată și continuată, constituirea și apartenența la un grup de crima organizată și spălare de bani. În anul 2006, Ovidiu Tender a stat 96 de zile în arest preventiv în timp ce era judecat în dosarul RAFO. Pe 8 iunie 2015, Ovidiu Tender a fost condamnat definitiv la 12 ani și șapte luni închisoare în dosarul RAFO-CAROM, în timp ce Marian Iancu a primit 14 ani de detenție. În iulie 2024, Curtea de Apel București a anulat condamnarea pentru instigare la abuz în serviciu, motivând că această faptă fusese dezincriminată prin Decizia nr. 405/2016 a Curții Constituționale. Astfel, s-a constatat că Ovidiu Tender a fost încarcerat în mod abuziv pentru această acuzație, deși pedeapsa sa totală fusese fundamentată inclusiv pe o infracțiune lipsită de temei legal.
Eliberat condiționat în noiembrie 2019, Tender a petrecut aproximativ patru ani și jumătate în detenție pentru o faptă care, ulterior, a fost considerată incompatibilă cu legislația în vigoare.
De asemenea, presa a speculat că Ovidiu Tender este un apropiat al mai multor generali ai Securității din vremea când Serviciul de Informații Române era condus de Virgil Măgureanu. În decembrie 2010 cotidianul Evenimentul Zilei a dezvăluit că Ovidiu Tender a fost un informator al Securității, având numele conspirativ „Dan Dumitrescu”, dând informații organismului de represiune despre scriitorul William Totok.